# Bychovskiata thinorni
Bychovskiata thinorni är en spindeldjursart som beskrevs av Mironov 1994. Bychovskiata thinorni ingår i släktet Bychovskiata och familjen Avenzoariidae. Inga underarter finns listade.